# Down in the Valley
Down in the Valley (Un Extraño Amante en Hispanoamérica) es una película dramática, escrita y dirigida por David Jacobson y protagonizada por Edward Norton, Evan Rachel Wood, David Morse y Rory Culkin. Fue presentada en el Festival de Cannes 2005 y tuvo un estreno limitado en América del Norte en mayo de 2006. 

## Sinopsis
Harlan (Edward Norton) es un carismático hombre que reside en el Valle de San Fernando, California (Estados Unidos) y cree que es un cowboy de los de antaño. Un día conoce en una playa a Tobe (Evan Rachel Wood) una joven rebelde con la que comienza una relación del todo contradictoria y objetivo de controversia. Él es algo extraño, le gustan las pistolas, por consecuente, tiene reacciones peligrosas con preocupante frecuencia. 
El desconcertante comportamiento del vaquero va en aumento y obliga a la familia de Tobe a defenderse de él.